# Andover (New Hampshire)
Pour les articles homonymes, voir Andover.
Andover est une ville du comté de Merrimack, dans le New Hampshire, aux États-Unis. Sa population est de 2 371 habitants au recensement de 2010. 